# Wielka wojna klanów
Wielka wojna klanów (w literaturze obcojęzycznej określana mianem The Second Mafia War) – wojna pomiędzy sycylijskimi klanami (rodzinami) toczona w latach 1981–1983, której celem było przejęcie dochodowego heroinowego interesu (produkcja, dystrybucja i przemyt w ramach Palermo Connection), a tym samym całej władzy w strukturze mafii sycylijskiej.

## Geneza
Od czasu gdy port w Palermo na Sycylii stał się głównym kanałem przerzutowym heroiny z Europy do Stanów Zjednoczonych  – co miało związek z rozbiciem na przełomie lat 60. i 70. XX wieku szlaku przemytniczego tzw. French Connection przez funkcjonariuszy nowojorskiego Biura ds. Narkotyków (z ang. Federal Bureau of Narcotics) – poszczególne sycylijskie klany (rodziny) mafijne m.in.
- Corleone (Luciano Leggio, Salvatore Riina, Bernardo Provenzano),
- Catania (Nitto Santapaolo, Guiseppe Ferrara),
- Ciaculli (Michele Greco, Salvatore Greco, Pino Greco),
- Salemi (rodzina Salvo),
- Trapani,
- Santa Maria Di Gesu (Stefano Bontate),
- Uditore (Rosario Spatola),
- Passo Di Rigano (Salvatore Inzerillo, Salvatore Buscemi, bracia Di Maggio),
- Resuttana i Corso Dei Mille.

miały ustalony podział prac. 
Jedne z nich dostarczały z Turcji morfinowy surowiec, inne zaś z Azji Południowo-Wschodniej (rejon tzw. Złotego Trójkąta), jeszcze inne kierowały produkcją heroiny na Sycylii, a jeszcze inne odpowiadały za przemyt gotowego towaru do Stanów.
Każdy z klanów wnosił ponadto swój wkład do wspólnej kasy mafii – pieniądze miały w przyszłości służyć w szybkich transakcjach narkotykowych, a także do przekupywania polityków, sędziów, prokuratorów i policjantów. Gotowy towar – heroinę – przemycano do Stanów Zjednoczonych na wynajętych frachtowcach i kontenerowcach. Część towaru przewozili pojedynczy szmuglerzy tzw. „body carries”  (były nimi nawet mieszkanki sycylijskich wsi - kobiety w podeszłym wieku, dla których były to pierwsze w życiu wyjazdy do Nowego Jorku). W specjalnie uszytych pasach biodrowych przemycały narkotyki sowicie spryskane perfumami dla zmylenia psów tropiących.
Na podstawie zeznań szefa FBI Williama Sessionsa złożonych przed senacką komisją (Permanenet Subcommittee on Invastigations) 11 kwietnia 1988 roku już we wczesnych latach 70. mafia sycylijska dostarczała większość heroiny sprzedawanej w Stanach Zjednoczonych. Co roku na terenie USA sprzedawano sześć ton heroiny. O tej liczbie świadczyć miała liczba osób uzależnionych korzystających z pomocy społecznej i opieki medycznej w Stanach, niewiadoma była liczba anonimowych narkomanów.
16 maja 1974 roku został aresztowany – po wieloletnich staraniach – jeden z czołowych sycylijskich mafiosów Luciano Leggio (przedstawiciel klanu Corleone), później skazany na dożywocie (za zlecenie zabójstwa swojego szefa Michele Navarry). Pomimo tego rządził z więzienia twardą ręką przez następne lata.
Biznes heroinowy miał się coraz lepiej – rosła klientela w Europie (głównie RFN, Francja, Wielka Brytania i Hiszpania) oraz w Stanach Zjednoczonych. Rosły przychody i zyski. We Włoszech kilogram narkotyku kosztował 50 000 dolarów, w Stanach już 200 000 dolarów. Każdy z klanów był zaangażowany w ten dochodowy proceder, poszczególni rezydenci rodzin działali na terenie Stanów. Mafia sycylijska miała wyłączną koncesję na handel heroiną, co było efektem umowy z mafią amerykańską (z szefami Pięciu Rodzin), która została ustalona podczas Szczytu w Palermo.
Pieniądze płynęły nieprzerwanym strumieniem, co pozwoliło Palermo stać się jednym z najbogatszych miast we Włoszech, zaś liczne wioski sycylijskie piękniały w krótkim czasie. Stare chałupy były wyburzane i budowano nowe na ich miejscach.
Współpracą klanów kierowała CUPOLA (Sycylijska Komisja Mafijna utworzona na wzór Komisji Syndykatu). Między rodzinami obowiązywała niepisana umowa określająca strefy wpływów. Poszczególni mafiosi zasiadali obok siebie przy stole komisyjnym, dzielili dochody i podejmowali nowe inwestycje. Wpływy z nielegalnego handlu zapewniały pokojową koegzystencję klanów mafijnych. Jednakże na początku lat 80. na terenie Sycylii (i Włoch) odkryto kilkanaście rafinerii (m.in. w portowej dzielnicy Palermo, w Varese niedaleko Mediolanu i w Alcamo w pobliżu Castellammare del Golfo). W tych nielegalnych laboratoriach zastosowano m.in. ciśnieniowe pompy wyprodukowane w Bułgarii, które umożliwiały wyekstrahowanie z morfiny do 80 kg heroiny na tydzień.
Dodatkowo – na nieszczęście dla wielu gangsterów – okazało się, że Stefano Bontate i Salvatore Inzerillo nieostrożnie skradli kilka milionów dolarów ze wspólnej mafijnej kasy. Dla przebywającego w więzieniu Luciany Leggio był to sygnał do podjęcia drastycznych decyzji (od chwili gdy został skazany i osadzony w celi – za pośrednictwem zaufanych ludzi i przy użyciu dużych pieniędzy – myślał o objęciu ściślejszej kontroli nad całą mafią sycylijską). Jego ludzie stopniowo zaczęli zdobywać coraz więcej sojuszników z całej Sycylii (z rejonów Katanii, Trapani i Agrigento).
Klany z obozu Leggio kontrolowały główny port wyładunkowy dla morfiny w Katanii, inni jego sprzymierzeńcy uruchomili kanały przerzutowe ze Złotego Trójkąta, a także z Bliskiego i Dalekiego Wschodu. Dochody z dostarczania surowców były jednak niewielkie w porównaniu z zyskami ze bezpośredniej sprzedaży, o czym zdawał sobie sprawę Leggio. Nie było tajemnicą, że od kilku lat Leggio nalegał na Bontate i Inzerillo, aby dali mu większy udział w heroinowych zyskach. Przy okazji przekupywał ich popleczników. Był tak zdesperowany i zdecydowany, że nie unikał radykalnych rozwiązań: jego ludzie porwali i zamordowali teścia jednego z zaufanych bankierów Bontate, a także bossa rodziny Riesi – Guiseppe Di Cristina.
Bontate i Inzerillo mieli za to dostęp do zachodniego rynku. Korzystając ze swoich koneksji i rodowodu, bez problemu sprzedawali heroinę w Stanach. Towar bezpośrednio trafiał do braci Gambino w Cherry Hill (nielegalny handel heroiną w ramach tzw. Pizza Connection wyszedł na jaw w 1986 roku podczas toczącego się procesu Pizza Connection). Obaj ponadto reprezentowali mafię sycylijską w kontaktach z neapolitańską Camorrą i kalabryjską ’Ndranghetą.
W lutym 1981 roku Bontate i Inzerillo zostali wezwani na spotkanie w gronie najważniejszych bossów celem wytłumaczenia się z braków w mafijnej kasie (chodziło o kilka miliardów lirów). Obaj od wielu lat zarobione pieniądze chowali do własnych kieszeni twierdząc, że amerykańscy klienci nie zapłacili tyle ile powinni, gdyż dostarczany towar był nie najlepszej jakości.
W tym czasie Inzerillo sprzedał 50 kg heroiny należącej do ludzi Leggio i zgarnął ponad 10 milionów dolarów dla siebie mówiąc, że klienci w Ameryce jeszcze mu nie zapłacili. Pieniądze obiecał oddać w marcu br. na spotkaniu z ludźmi Leggio. W rzeczywistości razem z Bontate miał ich wtedy wszystkich zabić. Zginąć miał również Salvatore Riina, który w owym czasie zasiadał w Cupoli jako człowiek Leggio. O podstępie dowiedział się Leggio (plany dwóch spiskowców zdradził Salvatore Montalto); na umówione spotkanie wysłał kilku mniej ważnych posłańców. Inzerillo przybył oczywiście bez pieniędzy, a posłańcy wysłuchali jego wyjaśnień. 
Wojna taktyczna/podjazdowa przerodziła się w otwartą wojnę. Obie strony zdały sobie sprawę, że ktoś pierwszy musi zginąć. Zwaśnione strony (Leggio – Bontate i Inzerillo) zaczęły zbroić się na potęgę. Zakupili min. karabiny maszynowe M12, noktowizory, kamizelki kuloodporne i kałasznikowy (AK-47). Ówczesny burmistrz Palermo Leoluca Orlando podróżował w towarzystwie uzbrojonej ochrony osobistej.

## Przebieg wojny
Pierwszy zginął Stefano Bontate – 2 kwietnia 1981 roku (w tym dniu obchodził swoje 43 urodziny) – zastrzelony przez zamachowców w drodze powrotnej do wiejskiego domu, poruszał się samochodem Alfa Romeo Giulietta. Inzerillo myślał, że jest bezpieczny – korzystał z kuloodpornego samochodu marki Alfa Romeo. Ponadto wciąż był winien Leggio pieniądze ze sprzedaży narkotyków. Przeliczył się, został zastrzelony (11 maja 1981 r.) na ulicy w Palermo, zamachowcy użyli tych samych AK-47, z których zginął Bontate. Przez kolejne miesiące na ulicach Palermo, później na całą Sycylię a nawet Stany Zjednoczone i Amerykę Południową, rozszerzała się krwawa i mordercza wojna pomiędzy sycylijskimi klanami mafijnymi.
Zginęło wielu członków rodziny Salvatore Inzerillo (m.in. jego 15 letni syn, wcześniej obcięto mu prawą rękę). Zginął również jego brat Santo i towarzyszący mu Giuseppe Di Maggio – zaginęli bez wieści (25 maja 1981 r., biała śmierć tzn. ciał nigdy nie odnaleziono). W New Jersey bez wieści przepadł wuj Antonio (biała śmierć). 
Ginęli też członkowie rodziny Gaetano Badalamenti'ego (sprzymierzeniec Bontate i Inzerillo) – siostrzeńcy Salvatore i Matteo Sollena zostali zabici w New Jersey, bratanek w RFN a szwagier Antonio w Palermo (obaj byli torturowani).
Ofiarami wojny byli (m.in.): 
- Giuseppe Settecase (zastrzelony 23 marca 1981 r.),
- Antonio i Benedetto Buscetta (synowie Tommaso Buscetty, tego samego dnia 11 września 1982 r. – biała śmierć tzn. ciał nigdy nie odnaleziono),
- Angelo i Salvatore Federico (26 maja 1982 r., biała śmierć),
- Vincenzo i Salvatore Severino (29 maja 1981 r., biała śmierć),
- Francesco Mafara (14 października 1981 r., zastrzelony),
- Giovanni Mafara (14 października 1981 r., biała śmierć),
- Carmelo Lo Jacono (1982 r., uduszony, zwłoki rozpuszczono w kwasie),
- Leonardo Caruana (2 września 1981 r., zastrzelony),
- Pietro Mandala (2 października 1981 r., zastrzelony),
- Franco Mandala (5 kwietnia 1982 r., zastrzelony),
- Nino Sorci (boss Villagrazia, 12 kwietnia 1983 r.),
- Mimmo Teresi (1982 r., zastrzelony, ciało rzucono świniom na pożarcie),
- Rosario Riccobono (boss Partanna, listopad 1982 r., biała śmierć),
- Vito Riccobono (1982 r., dekapitacja, ciało pozostawione w zaparkowanym pojeździe),
- Ignazio D’Agostino (11 stycznia 1982 r., zastrzelony),
- Emmanuele D’Agostino (28 maja 1981 r., biała śmierć),
- Pietro Inzerillo (15 stycznia 1982 r., zastrzelony w USA).

W sumie ponad 60 znanych mafiosów, nie licząc dodatkowych, mniej ważnych osób.
Niepokorni gangsterzy ginęli od kul, znikali bez wieści, byli duszeni, zwłoki ich – niekiedy skute kajdankami – pozostawiano w porzuconych pojazdach, a nawet ćwiartowano i rzucano świniom na pożarcie lub rozpuszczano w kwasie. Wielu z nich mordowano w osławionej Komorze Śmierci przy Piazza Sant’Erasmo (zeznania Vincenzo Sinagry podczas Maksiprocesu).
Ludzie Leggio – Corleonesi – nie ponosili poważnych strat. Główni ich wrogowie Bontate i Inzerillo zginęli, a ich dotychczasowi sprzymierzeńcy, którzy jeszcze żyli przechodzili bez oporów na stronę zwycięzców. W trakcie trwającej wielkiej wojny klanów na ulicach Palermo dochodziło do kilku morderstw dziennie (w zakamarkach miasta odnajdowano zwłoki ofiar).
Luciano Leggio prowadził ponadto równoległą wojnę z państwem włoskim. O ile ofiarami mafijnej wojny padali wyłącznie ludzie honoru, o tyle opinia publiczna, policja, prokuratura i sąd mieli skłonność pozostawić mafię samej sobie. Nastawienie władz państwowych i kościelnych (reakcja Watykanu w osobie papieża Jana Pawła II) zmieniło się diametralnie gdy od kul i bomb zaczęli ginąć policjanci, sędziowie, prokuratorzy, dziennikarze i politycy.
W zamachach zginęli m.in. prefekt Palermo gen. Carlo Alberto Dalla Chiesa zastrzelony 3 września 1982 r., przywódca sycylijskiej Partii Komunistycznej Pio La Torre zastrzelony 30 kwietnia 1982 r., sędzia Rocco Chinnici (29 czerwca 1983 r. w wyniku wybuchu podłożonej bomby w samochodzie).
Mordowanie urzędników państwowych wbrew mafijnemu zwyczajowi („zabijamy się tylko nawzajem”) – spotkało się z odpowiedzią władz włoskich. Rozpoczęto kampanię antymafijną.

## Działania antymafijne
Po śmierci polityka Pio La Torre przyjęto ustawę od jego nazwiska (La Torre). Przynależność do mafii stała się sprawą kryminalną, karaną długoletnim więzieniem. Ustawa ułatwiała kontrolę podejrzanych kont bankowych i instalowanie podsłuchów w domach i mieszkaniach mafiosów.
Efektem podjętej kampanii antymafijnej był rozpoczęty 10 lutego 1986 roku Maksiproces (z ang. The Maxi Trial, z wł. Maxiprocesso). W Palermo w specjalnie przygotowanym bunkrze w więzieniu Ucciardone na ławie oskarżonych zasiadło 464 mafiosów, których oskarżono m.in. o liczne zabójstwa, międzynarodowy handel narkotykami, porwania i wymuszenia. Skazano łącznie 362 gangsterów.
Jeden ze skruszonych mafiosów – Tommaso Buscetta (pentiti) – zaoferował pomoc aparatowi sprawiedliwości po tym jak w trakcie wielkiej wojny klanów zabito mu dwóch synów i pięciu bliskich krewnych. Na proces przybył po przebytej operacji plastycznej twarzy, dodatkowo założone miał przyciemnione okulary.

## Konsekwencje wojny
Zwycięzcą wielkiej wojny klanów był bezsprzecznie klan Corleone (Corleonesi) reprezentowany przez – pozostającego w więzieniu – Luciano Leggio, który przy pomocy oddanych ludzi m.in. Salvatore Riiny i Bernardo Provenzano, pozbył się niechcianej konkurencji w szeregach mafii sycylijskiej. W pewien sposób zakpił sobie także z całego państwa włoskiego i wymiaru sprawiedliwości. Zza więziennych krat wierni Corleonesi wypełniali jego każde rozkazy, był panem życia i śmierci. Zmarł w więzieniu w 1993 roku.
Salvatore Riina stał się faktycznym bossem mafii sycylijskiej po śmierci Leggio. Nieformalnie pełnił taki tytuł od czasu gdy ten trafił do więzienia w 1974 roku.
Sędziowie Giovanni Falcone i Paolo Borsellino za swoją nieustępliwą postawę w odstępie niecałych dwóch miesięcy zginęli w zamachach bombowych w 1992 roku.
W toku Maksiprocesu ujawnione zostały kulisy funkcjonowania mafii sycylijskiej od lat 50. XX wieku oraz jej początki w handlu heroiną.
Pomimo podjętych działań ze strony włoskiego wymiaru sprawiedliwości (przy współpracy m.in. ze Stanami Zjednoczonymi) mafia sycylijska nadal prowadzi wielomiliardowe nielegalne interesy. Już w 1988 roku udaremniono przemyt ponad pół tony oczyszczonej heroiny. W następnym roku z rąk mafii sycylijskiej i jej partnerów z Camorry i ‘Ndranghety zginęło ponad 400 osób.